# 3625 Fracastoro
3625 Fracastoro је астероид главног астероидног појаса са средњом удаљеношћу од Сунца која износи 3,055 астрономских јединица (АЈ).
Апсолутна магнитуда астероида је 11,5.